# WASP-82
Désignations
WASP-82 — aussi connue comme BD+01 828 et TOI-453 — est une étoile de la constellation d'Orion. De magnitude apparente 10,1 dans le spectre visible, elle n'est pas observable à l'œil nu depuis la Terre. Elle est l'objet primaire d'un système planétaire dont l'unique objet secondaire connu est WASP-82 b, une planète confirmée. D'après la mesure de sa parallaxe annuelle par le satellite Gaia, le système est situé à une distance de 275,5 ± 1,4 pc (∼899 al) du Soleil.

## WASP-82
WASP-82 est une étoile jaune-blanc de type spectral F5, qui apparaît être une étoile quelque peu évoluée de la post-séquence principale. Avec une masse de 1,64 ± 0,08 masse solaire pour un rayon de 2,22+0,10
 −0,08 rayons solaires, sa masse volumique est de 0,21 ± 0,03 gramme par centimètre cube et sa gravité de surface de 3,96 ± 0,03 centimètres par seconde carrée.

## WASP-82 b
Avec une masse de 1,25 ± 0,05 masse jovienne pour un rayon de 1,71+0,09
 −0,07 rayon jovien, soit une masse volumique de 0,33 ± 0,04 gramme par centimètre cube, WASP-82 b serait une planète géante gazeuse de type Jupiter chaud à la température d'équilibre de 2 200 ± 50 kelvins.